# Sulfate de mercure(II)
Le sulfate de mercure(II), appelé communément sulfate mercurique est le composé chimique HgSO4. C'est un solide inodore sous forme de granules blancs ou d'une poudre cristalline. Dans l'eau, il se sépare en un sulfate insoluble d'une couleur jaune et en acide sulfurique.
Le sulfate de mercure(II) est utilisé comme catalyseur pour la production d'acétaldéhyde à partir d'acétylène et d'eau. Du méthylmercure est un sous-produit de cette réaction. Des polluants contenant du mercure issus de cette réaction sont considérés comme ayant causé la maladie de Minamata dans la préfecture de Kumamoto au Japon.